# Hiraea schultesii
Hiraea schultesii är en tvåhjärtbladig växtart som beskrevs av José Cuatrecasas. Hiraea schultesii ingår i släktet Hiraea och familjen Malpighiaceae. Inga underarter finns listade i Catalogue of Life.